# سیارک ۴۰۵۶
سیارک ۴۰۵۶ (به انگلیسی: 4056 Timwarner، نامگذاری:1985FZ1) چهار هزار و پنجاه و ششمین سیارک کشف شده‌است که در ۲۲ مارس ۱۹۸۵ کشف شد.
قدر مطلق سیارک برابر ۱۲٫۴۰ است.